# Aberdare Town Football Club
L'Aberaman Athletic Football Club est un club de football gallois basé à Aberaman.

## Historique
- 1892 : fondation du club

En 2012, le club prend le nom de Aberdare Town Football Club alors qu'il était auparavant connu sous celui d'Aberaman Athletic Football Club.

## Palmarès
- Coupe du pays de Galles de football
  - Finaliste : 1903